# Pseudotristria manicae
Pseudotristria manicae är en insektsart som först beskrevs av Miller, N.C.E. 1949.  Pseudotristria manicae ingår i släktet Pseudotristria och familjen gräshoppor. Inga underarter finns listade i Catalogue of Life.